# Смолевицький район
Смолевицький район — адміністративна одиниця Білорусі, Мінська область.

## Адміністративний поділ
В Смолевицькому районі налічується 190 населених пунктів, з них 2 міста Смолевичі і Жодіно та селище Усяж. Всі села приналежні до 9-и сільських рад:
- Драчковська сільська рада → Березова Гора • Бикачено • Великий Камінь • Волма • Грива • Дехань • Драчково • Дуброва • Загір'я • Задвір'я • Заріччя • Заямне • Калюга • Зелений Лужок • Калита • Кулешівка • Лозовий Кущ • Ляди • Лукове • Малі Ляди • Першемайське • Петровичі • Плющай • Піддубне • Полянка • Самсонівка • Сині Гори • Слобідка • Старина • Узбароги • Червоний Лужок.
- Жодинська сільська рада → Бабин Ліс • Борсуки • Біла Лужа • Березовиця • Буда • Будагово • Високі Ляди • Глинище • Грядки • Дорожній • Жажілка • Забродіння • Замлиння • Золота Гірка • Калюга • Калюжки • Крута Гора • Лютка • Нові Грядки • Орлове • Осинник • Осове • Острів • Перемежне • Піддуб'я • Прибір'я • Росошне • Росина Поляна • Сухий Острів • Точилище • Трубенок • Чорний Ліс • Яловиця • Ялівка.
- Заболотська сільська рада → Гончарівка • Дубровка • Заболоття • Загір'я • Мостище • Миколаєвичі • Орєшники • Підігрушшя • Смольниця • Станок-Водиця • Старина • Черниківщина.
- Зеленобірська сільська рада → Острови
- Курганська сільська рада → Олесине • Осташенки • Верхмень • Доброводка • Дубники • Дуброва • Журавок • Заболоття • Заброддя • Замосття • Кленник • Кленник Низ • Кургання • Пелека • Підлип'я • Потичево • Стара Дуброва • Старинка • Степша • Стриєво • Студенка • Тури • Шип'яни • Юрівка.
- Озерицько-Слобідська сільська рада → Аношки • Багута • Батуринка • Велике Залужжя • Вишня • Висока Гірка • Грудок • Динарівка • Домашани • Дуброва • Задомля • Кудрищино • Липники • Лужки • Ляди • Магістральна • Мале Залужжя • Мостище • Нове Життя • Переїздна • Приліпська Усяжка • Приліпи • Пристроми • Рудня • Рудомийка • Скурати • Слобода • Соснове.
- Пекалинська сільська рада → Ворот • Визволення • Яворівщина • Заказинець • Острів • Пекалин • П'ятилітка • Слобода • Степанова Пасіка • Черниця • Черниця (хутір) • Шабуни • Шеметове.
- Плиська сільська рада → Верх-Озеро • Демидова Жесть • Заріччя • Лавля • Липки • Малі Липки • Октябрьський • Осове • Пєліка • Плиса • Польова • Присинок • Саківка • Центральний • Черницький.
- Усяжська сільська рада → Антопілля • Високе • Дубовики • Ємельянове • Ізбицьке • Кальники • Кам'янка • Ковалівщина • Крива Береза • Куркове • Мгле • Новодвір'я • Напалки • Прудище • Сарнацьке • Сутоки • Тадулино • Трубичино • Узбережжя • Усяж • Усяжа • Хотенове • Шпаківщина • Юзефове • Юр'єво.

Рішенням Мінської обласної ради депутатів від 30 жовтня 2009 року, щодо змін адміністративно-територіального устрою Мінської області, були ліквідовані:
- Юр'ївська сільська рада, а села Антопілля • Кальники • Мгле • Прудище • Сарнацьке • Сутоки • Хотенове • Юзефове • Юр'єво передані до складу Усяжської сільської ради;

За часи існування Смолевицького району в його складі було ще кілька сільських рад, які, згодом, були розформовані, а села були приєднані до інших сільських рад. То були:
- Приліпська сільська рада із селами Аношки • Вишня • Дуброва • Кудрищино • Ляди • Приліпська Усяжка • Приліпи • Пристроми • Рудня • Високе • Ізбицьке • Ковалівщина • Тадулино • Усяжа;
- Петровичівська сільська рада із селами Березова Гора • Бикачено • Волма • Дехань • Загір'я • Задвір'я • Заріччя • Заямне • Зелений Лужок • Калита • Кулешівка • Лозовий Кущ • Лукове • Першемайське • Петровичі • Плющай • Самсонівка • Узбароги • Червоний Лужок;
- Верхменська сільська рада
- Ворацька сільська рада
- Ємельянівська сільська рада
- Жажельська сільська рада
- Кленницька сільська рада
- Слобідська сільська рада
- Смолевицька сільська рада